# Дачжи (станция метро)
«Дачжи» (англ. Dazhi; кит. 大直) — станция линии Вэньху Тайбэйского метрополитена, открытая 4 июля 2009. Располагается между станциями «Улица Цзяньнань» и «Аэропорт Суншань». Находится на территории района Чжуншань в Тайбэе.

## Техническая характеристика
Станция «Дачжи» — однопролётная с островной платформой. Это одна из двух подземных станций линии Вэньху. На станции есть три выхода, оборудованные эскалаторами. Два выхода оборудованы лифтами для пожилых людей и инвалидов. На станции установлены платформенные раздвижные двери.

## Близлежащие достопримечательности
Недалеко от станции находятся парки Миншуй, Юнъань, Дачжи и Юнчжи и церковь Святого Павла.